# 34-й меридіан західної довготи
34-й меридіан західної довготи — лінія довготи, що лежить на 34 градуси західніше Гринвіцького меридіана. Вона проходить від Північного полюса через Північний Льодовитий океан, Гренландію, Атлантичний океан, Південний океан та Антарктиду до Південного полюса.
34-й меридіан західної довготи формує велике коло разом із 146-тим меридіаном східної довготи.

## Список географічних об'єктів, що перетинає 34° зх. д.
Починаючи на Північному полюсі та рухаючись до Південного полюса, 34-й меридіан західної довготи проходить через:
| Координати                                                 | Країна, територія або море | Примітки |
| ---------------------------------------------------------- | -------------------------- | --- |
| 90°0′ пн. ш. 34°0′ зх. д. / 90.000° пн. ш. 34.000° зх. д.  | Північний Льодовитий океан | |
| 83°36′ пн. ш. 34°0′ зх. д. / 83.600° пн. ш. 34.000° зх. д. | Гренландія                 | |
| 66°46′ пн. ш. 34°0′ зх. д. / 66.767° пн. ш. 34.000° зх. д. | Атлантичний океан          | Проходить західніше атола Рокас, Бразилія                                                                              |
| 60°0′ пд. ш. 34°0′ зх. д. / 60.000° пд. ш. 34.000° зх. д.  | Південний океан            | |
| 77°20′ пд. ш. 34°0′ зх. д. / 77.333° пд. ш. 34.000° зх. д. | Антарктида                 | Проходить через Аргентинську Антарктиду та Британську Антарктичну Територію (претендують Аргентина та Велика Британія) |